# Атаманчук Ольга Іванівна
Ольга Іванівна Атаманчук (нар. 13 лютого 1984 р. у селі В'язовець Хмельницької області) — українська письменниця, членкиня НСПУ, учителька. Молодіжна Тернопільська обласна літературно-мистецька премія імені Степана Будного (2020).

## Життєпис
Ольга Атаманчук народилася у селі В'язовець Хмельницької області. Дитинство пройшло у селі Ришківці, нині Мала Снігурівка Борсуківської громади Кременецького району Тернопільської области України.
Закінчила Снігурівську загальноосвітню школу, Педагогічний ліцей м.Тернополя, фізико-математичний факультет Тернопільського національного педагогічного університету імені Володимира Гнатюка. Магістр педагогічної освіти, працює учителькою математики Тернопільської класичної гімназії.

## Творчість
Неодноразова учасниця редколегії альманаху обласного літературного об'єднання при ТОО НСПУ "Подільська толока". Членкиня НСПУ (2017), лавреатка премії ім.С.Будного, секретар Правління ТОО НСПУ. Твори друкувала в колективних збірках «Матері», «Подяка Богу», в альманасі «Подільська Толока», журналах «Літературний Тернопіль», «Пізнайко», «Колобочок», «Джміль», «Чорнильна хвиля» та інших. 
Збірки поезій:
- «Вплету любові стрічку у мереживо життя» (2014)[2]
- «Нізвідки чекаю дива» (2015)[3],
- «Як весна» (2016)[4],
- «Дегустую мить» (2020)[5].

Упорядниця:
- Просвітки. Радощі. Одкровення (2019)[6].